# Eremocitrus
Eremocitrus é um género botânico pertencente à família Rutaceae.